# قائمة رؤساء جامعة الأزهر
رؤساء جامعة الأزهر منذ صدور القانون رقم 103 لسنة 1961
تولى رئاسة جامعة الأزهر منذ بداية الدراسة بها كجامعة مستقلة في عام 1381 هجري الموافق 1961 ميلادي العديد من الشخصيات البارزة وهي:

## رؤساء جامعة الأزهر
| الترتيب | الشخص                  | الفترة                       |
| ------- | ---------------------- | ---------------------------- |
| 1       | محمد البهي             | 1961 – 1964                  |
| 2       | أحمد حسن الباقوري      | 1964 – 1969                  |
| 3       | بدوى عبد اللطيف عوض    | 1969 – 1974                  |
| 4       | محمد حسن فايد          | 1974 - 1979                  |
| 5       | عوض الله جاد حجازي     | 1979 – 1980                  |
| 6       | محمد الطيب النجار      | 1980 – 1983                  |
| 7       | محمد السعدى فرهود      | 1983 - 1987                  |
| 8       | عبد الفتاح حسينى الشيخ | 1987 - 1995                  |
| 9       | أحمد عمر هاشم          | 1995 – 2003                  |
| 10      | أحمد الطيب             | 2003 - 2010                  |
| 11      | عبد الله الحسيني       | 2010 - 2011                  |
| 12      | أسامة العبد            | 2011 - 2014                  |
| 13      | عبد الحي عزب           | 2014 - 2015                  |
| 14      | إبراهيم الهدهد         | 2015 -2017                   |
| 15      | أحمد حسني              | 26 فبراير 2017 - 5 مايو 2017 |
| 16      | محمد المحرصاوي         | 6 مايو 2017 -10-أغسطس 2022   |
| 17      | سلامة داود             | 10-أغسطس-2022- حتى الآن      |